# Хлеборобное (Оренбургская область)
Хлеборо́бное — посёлок в Беляевском районе Оренбургской области. Входит в состав Раздольного сельсовета.

## История
В 1966 году указом Президиума Верховного Совета РСФСР посёлок фермы № 5 совхоза «Беляевский» переименован в Хлеборобное.

## Население
| 2010 |
| ---- |
| 91   |

## Улицы
- ул. Набережная,
- ул. Степная,
- ул. Школьная.